# Freek Jansen (politicus)
Frederik Jan Harm (Freek) Jansen (Oldebroek, 6 december 1992) is een Nederlands politicus namens Forum voor Democratie (FVD). Hij was van 2021 tot 2024 lid van de Tweede Kamer der Staten-Generaal. Tevens was hij van 2017 tot 2021 voorzitter van de Jongerenorganisatie Forum voor Democratie.

## Jeugd en niet-politieke carrière
Jansen groeide op in zijn geboorteplaats Oldebroek. In 2011 behaalde hij zijn vwo-diploma aan het Carolus Clusius College te Zwolle. Vervolgens begon hij datzelfde jaar aan een studie politicologie aan de Universiteit van Amsterdam. Hij is een IT-specialist en zijn eerste baan was als medewerker van de griffier van de Zuid-Hollandse gemeente Westland.

## Politiek
Vanaf de oprichting van Forum voor Democratie als politieke partij in 2016 is Jansen betrokken bij de partij. Hij had partijleider Thierry Baudet ontmoet na afloop van diens HJ Schoo-lezing in september 2012. Jansen richtte in 2017 de Jongerenorganisatie Forum voor Democratie (JFVD) op en werd daarvan de voorzitter. Datzelfde jaar werd hij ook beleidsmedewerker voor de Tweede Kamerfractie.
Jansen schreef samen met Baudet de 'Uil van Minerva'-speech na de overwinning van FVD bij de Provinciale Staten verkiezingen van 20 maart 2019. Ook stond Jansen voor de Europese Parlementsverkiezingen 2019 op de zesde plaats op de kandidatenlijst. In 2020 bleek dat hij een grote invloed had gehad bij het organiseren van een omstreden ontmoeting in 2017 met Jansen, Baudet, de alt-rightorganisatie Erkenbrand en de rechts-extremistische Jared Taylor. Daarnaast berichtte opinieblad HP/De Tijd dat Jansens oude leidinggevende bij de gemeente Westland in een verweerschrift voor een arbeidsconflict had verklaard dat Jansen de Holocaust had gerelativeerd en de economische politiek van Nazi-Duitsland had verheerlijkt.

### Extremistische berichten en verkiezingen
Er ontstond wel vaker ophef over Jansen als voorzitter van JFVD. Zo zou hij in een speech bij een JFVD-bijeenkomst spreken van "overheersingsdrang": "We hebben doorzettingskracht nodig, discipline, overwinningsdrang, ja, zelfs overheersingsdrang." Verder sprak hij zich uit tegen Netflix, dat volgens hem zou zorgen voor zwakte.
In april 2020 publiceerde HP/De Tijd een artikel over leden van de Jongerenorganisatie Forum voor Democratie die bezorgd waren over rechts-extremistisch gedachtegoed dat verspreid werd in WhatsApp-groepen. Als gevolg daarvan werden drie leden geroyeerd vanwege onacceptabele uitlatingen en drie anderen werden geschorst. Ook werden ten minste vijf klokkenluiders geroyeerd. In oktober 2020 kondigde Forum voor Democratie aan dat Jansen een zevende positie op de kandidatenlijst bij de Tweede Kamerverkiezingen van 2021 zou krijgen.
Jansen kwam in november wederom in opspraak nadat Het Parool had bericht dat antisemitische, nazistische en homofobe denkbeelden nog steeds aanwezig waren bij de JFVD. Het bestuur startte een intern onderzoek en trok zich in de tussentijd terug. Jansen verklaarde dat er bij de vereniging geen plaats is voor "racistisch en antisemitisch gedachtegoed". Annabel Nanninga noemde de reactie van de JFVD "too little, too late" en riep op tot een volledige sanering van de organisatie, terwijl Baudet Jansen bleef steunen. Kort daarna maakte Forum voor Democratie bekend dat Jansen zijn plaats op de kandidatenlijst voor de verkiezingen van 2021 had opgegeven.
Nadat vanwege de ophef een aantal prominente FVD-leden waren opgestapt en nadat Baudet zijn positie als lijsttrekker had behouden, werd in december 2020 de nieuwe kandidatenlijst voor de Tweede Kamerverkiezingen bekendgemaakt. Jansen keerde terug als de zevende kandidaat en hij werd in maart 2021 verkozen tot Kamerlid met 4331 voorkeurstemmen. Thierry Baudet en Theo Hiddema meldden dat zij hun stem op Jansen hadden uitgebracht.

### Tweede Kamer
Jansen werd op 31 maart 2021 geïnstalleerd als Tweede Kamerlid. Hij werd woordvoerder onderwijs, jongeren, klimaat, innovatie, digitale zaken en defensie en hij is lid van de vaste commissies voor Defensie, Digitale Zaken, Economische Zaken en Klimaat, Infrastructuur en Waterstaat, Koninkrijksrelaties, de Rijksuitgaven en Sociale Zaken en Werkgelegenheid. Hij bleef tot september 2021 voorzitter van de JFVD en werd in november als penningmeester lid van het bestuur van FVD. Jansen heeft gepleit voor een uitbreiding van de krijgsmacht en vindt dat de uitgaven daaraan ver boven de NAVO-norm van 2% van het bnp zouden moeten liggen. Jansen werd in oktober 2022 berispt door de Tweede Kamer, omdat hij weigerde zijn nevenfunctie als bestuurder van uitgeverij Amsterdam Media Group op te geven; Baudet werd tegelijkertijd geschorst. Het integriteitscollege van de Tweede Kamer adviseerde een jaar later om Jansen samen met Baudet en Van Meijeren een week te schorsen voor het wederom niet benoemen van bestuursfuncties bij een bezorgservice voor maaltijdboxen.
Begin 2022 weigerde hij een zetel in de Provinciale Staten van Overijssel, die hem was aangeboden vanwege een vacature en zijn positie als lijstduwer van FVD bij de verkiezingen in 2019. Om de zetel te aanvaarden zou Jansen naar Overijssel hebben moeten verhuizen.
Bij de Tweede Kamerverkiezingen 2023 stond hij op een tweede plaats op de kandidatenlijst van zijn partij en werd hij herkozen. In januari 2024 maakte hij echter plaats voor de niet herkozen Pepijn van Houwelingen. Volgens een verklaring van het Forum voor Democratie keert Jansen na een half jaar terug in het parlement, maar is Van Houwelingen tijdelijk nodig om de parlementaire enquête naar de aanpak van de coronapandemie te helpen voorbereiden. Na een half jaar kwam hij echter niet terug. Pepijn van Houwelingen bleef in de kamer en werd, na een korte afwezigheid wegens vadersschapsverlof, door Gideon van Meijeren vervangen voor de enquêtecommissie.

## Politieke standpunten
In toespraken heeft Jansen zorgen geuit over een morele verzwakking van de westerse beschaving. Hij heeft gezegd dat mensen slaven zijn geworden van een financieel system gebaseerd op schuld, dat de samenleving lijdt onder massaconsumptie en sociale isolatie en dat massa-immigratie resulteert in een vervanging van de bevolking door mensen die de westerse cultuur niet delen. Jansen heeft immigratie een "waanzinnig demografisch experiment" genoemd, waarvan de jongeren de gevolgen zullen ondervinden. Tijdens een Tweede Kamerdebat deed hij zijn beklag over de vier miljoen immigranten die volgens zijn telling Nederland sinds de Tweede Wereldoorlog waren binnengekomen. Volgens Jansen zou Nederland zonder hen geen last hebben van criminaliteit, straatoverlast, het huizentekort, grote schoolklassen en overbelaste ziekenhuizen (tijdens de coronapandemie). Bovendien zei hij dat er dan "gezelligheid en vertrouwen [zou zijn]", dat je dan "niet over je schouder [zou hoeven] te kijken bij een pinautomaat" en dat dan "meisjes onbezorgd alleen over straat [zouden kunnen]". Eerder had hij daarnaast verteld dat kinderen als slaven werden opgevoed, omdat ze vanwege politieke correctheid niet zouden kunnen zeggen wat ze denken en niet zouden mogen vechten voor wat hen dierbaar is.
Jansen heeft verklaard dat de beschaving gered moet worden van haar einde en dat er een keuze is tussen ten onder gaan of vechten voor een renaissance. Volgens hem is er voor die laatste optie een gemeenschap nodig sterker in eenheid en met een overheersingsdrang. Trouw berichtte dat Jansen in zijn toespraken verwijzingen naar alt-right heeft gebruikt.
In 2025 gaf Jansen een speech op het Remigration Summit in Gallarate, een conferentie waar verschillende Europese en Amerikaanse extreemrechtse partijen en bewegingen remigratie in het licht van het tegengaan van omvolking bespraken.
Thierry Baudet · Pepijn van Houwelingen · Gideon van Meijeren
- Parlement.com: vldgbxvi4wx2